# Hans-Joachim Bauer (Jurist)
Hans-Joachim Bauer (* 22. Juni 1941 in Mannheim) ist ein deutscher Jurist und war von 1993 bis 2006 Präsident des Oberlandesgerichtes Jena.

## Leben
Bauer studierte Jura an der Ruprecht-Karls-Universität Heidelberg und legte sein Erstes Staatsexamen 1965 ab, das Zweite Staatsexamen 1968. Anschließend begann er 1969 seine Tätigkeit als Assessor am Landgericht Frankenthal, wo er am 6. Juni 1972 zum Richter am Landgericht ernannt wurde. Es folgte kurz darauf bis 1976 eine Abordnung als wissenschaftlicher Mitarbeiter an das Bundesverfassungsgericht. Danach war Bauer ab dem 1. Oktober 1977 bis 1986 als Richter am OLG Zweibrücken tätig. Nach einer kurzen Tätigkeit am rheinland-pfälzischen Justizministerium wurde er am 27. Februar 1987 zum Präsidenten des Landgerichts Kaiserslautern ernannt. Im Rahmen des Aufbaus der Ordentlichen Gerichtsbarkeit in den neuen Bundesländern ab 1990 zeichnete sich die rheinland-pfälzische Justiz für den Aufbau der entsprechenden Struktur in zwei von drei Bezirksgerichtsbezirken des Bundeslandes Thüringen zuständig. Dazu wechselten viele Juristen aus Rheinland-Pfalz nach Thüringen, um dort an verantwortlichen Positionen den Aufbau zu unterstützen, so auch Bauer. Er ging nach Erfurt, um in Zusammenarbeit mit dem Thüringer Justizministerium einen Aufbaustab zu führen. Ab Sommer 1991 wurde Bauer beauftragt, den Aufbau eines zukünftigen Oberlandesgerichtes voranzutreiben. Zum 30. April 1992 wurde er zusätzlich noch zum Präsidenten des Bezirksgerichtes Erfurt ernannt. Mit Errichtung des neuen Thüringer Oberlandesgerichtes Jena im September 1993 wurde Bauer zu dessen Präsidenten ernannt, welcher bis zu seiner Pensionierung 2006 blieb. Ab 1995 wurde Bauer zusätzlich Mitglied des Thüringer Verfassungsgerichtshofes, zu dessen Präsident er im Jahre 2000 gewählt wurde.

## Ehrungen
- 1997 erhielt Bauer die Senator-Lothar-Danner-Medaille.
- 1999 verlieh ihm die Juristische Fakultät der Friedrich-Schiller-Universität Jena die Ehrendoktorwürde.

## Schriften
Bauer ist Mitverfasser mehrerer Gesetzeskommentare
- Bauer/von Oefele, GBO-Kommentar
- Bauer/Schlick/Hülbusch, Kommentar zum Thüringer Nachbarrechtsgesetz
- Hülbusch/Bauer/Schlick, Nachbarrecht für Rheinland-Pfalz und das Saarland